# Piłsudski (film)
Piłsudski – polski film biograficzny z 2019 roku w reżyserii Michała Rosy, poświęcony postaci Józefa Piłsudskiego, wyprodukowany przez Studio Filmowe „Kadr”. 

## Obsada
Źródło:
- Borys Szyc – Józef Piłsudski
- Magdalena Boczarska – Maria Piłsudska
- Jan Marczewski – Walery Sławek
- Józef Pawłowski – Aleksander Sulkiewicz
- Maria Dębska – Aleksandra Szczerbińska
- Tomasz Schuchardt – Aleksander Prystor
- Kamil Szeptycki – Kazimierz Sosnkowski
- Eliza Rycembel – Wanda Juszkiewiczówna (córka Marii Piłsudskiej)
- Marcin Hycnar – Witold Jodko-Narkiewicz
- Tomasz Borkowski – Józef Kwiatek
- Filip Kosior – Tadeusz Kasprzycki
- Gabriela Oberbek – młoda dziewczyna w zakładzie krawieckim
- Krzysztof Chodorowski – Władysław Mazurkiewicz
- Łukasz Szczepanowski – Edward Gibalski
- Hubert Kułacz – Tomasz Arciszewski